# Сандра Мейсон
Сандра Мейсон (17 січня 1949 , Сент-Філіп ), — барбадоська громадська і політична діячка, Генерал-губернаторка Барбадосу з 8 січня 2018 до 30 листопада 2021 року. Президент Барбадосу з 30 листопада 2021 року.

## Життєпис
Пані Сандра Мейсон була адвокатом-практиком, яка виконувала обов'язки судді високого суду у Сент-Люсії та судді апеляційного суду у Барбадосі. Вона стала першою жінкою, допущеною до цієї посади на Барбадосі. Також обіймала посаду голови комісії КАРИКОМ з оцінки регіональної інтеграції, була першим магістратом, призначеним послом із Барбадосу, і першою жінкою, яка працювала в апеляційному суді країни. Її призначили до складу Арбітражного Суду Секретаріату Співдружності, деякий час виконувала обов'язки генерал-губернатора Барбадосу. Входить до десятки найвпливовіших жінок Барбадосу. Наприкінці 2017 року її призначили 8-м генерал-губернатором Барбадосу, обійняла посаду 8 січня 2018 року. Одночасно з призначенням Мейсон нагородили великим хрестом Богоматері та Орденом Святого Михайла і Святого Георгія. Коли вона обійняла посаду генерал-губернатора, то стала канцлером і дамою Святого Андрія.

## Кар'єра
З 1975 року вона працювала у довірчому управлінні Барклі, обіймала кілька різних посад у цій компанії до 1977 року. 1978 року Мейсон почала працювати суддею у справах неповнолітніх та сімейних справах та одночасно репетитором з питань сімейного права в УВІ. Вона припинила репетиторство 1983 року й продовжила бути магістратом. 1988 року Мейсон закінчила Королівський Інститут державного управління з питань судової Адміністрації. Працювала у Комітеті ООН з прав дитини в 1991—1999 роках, обіймаючи посаду заступника голови в 1993—1995 і голови в 1997—1999 роках. У 1991—1992 роках обіймала посаду голови і була однією з двох жінок, призначених до комісії КАРИКОМ у складі 13 членів, якій доручили провести оцінку регіональної інтеграції. Мейсон покинула суд із сімейних справ 1992 року, була призначена послом у Венесуелі, ставши першою жінкою-магістратом із Барбадосу, яка обійняла цю посаду. Після повернення на Барбадос 1994 року її призначили головним магістратом Барбадосу, 1997 року вона стала секретарем Верховного Суду.
2000 року Мейсон завершила дослідження з альтернативного вирішення суперечок у Віндзорському університеті у Віндзор (Онтаріо), Канада, а потім закінчила стажування в Інституті судового утворення Співдружності у Галіфаксі, Нова Шотландія 2001 року, а також курс із просунутого вирішення суперечок у UWI. Вона продовжувала виконувати обов'язки секретаря Верховного Суду до 2005 року, коли її призначили адвокатом королеви до внутрішньої адвокатури Барбадосу. 2008 року Мейсон склала присягу як суддя з апеляції, ставши першою жінкою, яка працювала в апеляційному суді Барбадосу. Упродовж трьох днів 2012 року вона була виконувачем обов'язків генерал-губернатора, а наступного року її призначили до складу Арбітражного Суду Секретаріату Співдружності. Трибунал здійснює діяльність серед членів Співдружності націй з метою врегулювання питань, що стосуються суперечок за контрактами. Після цього призначення Loop News назвала її однією з 10 найвпливовіших жінок на Барбадосі.
2017 року Мейсон призначили 8-м генерал-губернатором Барбадосу, обійняла посаду 8 січня 2018 року. Одночасно з призначенням Мейсон нагородили великим хрестом Богоматері та Орденом Святого Михайла і Святого Георгія.